# Новиков Гнат Трохимович
Гнат Трохимович Новиков (2 січня 1907, село Кам'янське, тепер місто Кам'янське Дніпропетровської області — 26 грудня 1993, місто Москва) — радянський діяч, заступник голови Ради Міністрів СРСР, голова Держбуду СРСР. Депутат Верховної ради РРФСР 1-го скликання. Депутат Верховної Ради СРСР 6—10-го скликань. Член Ревізійної Комісії КПУ в 1956—1960 р. Член ЦК КПРС у 1961—1986 р. Герой Соціалістичної Праці (4.11.1961).

## Життєпис
Народився 2 січня 1907 року (за старим стилем — 20 грудня 1906) в селі Кам'янському Новомосковського повіту Катеринославської губернії в родині робітника-сталевара. Навчався в Кам'янській чоловічій класичній гімназії.
Після смерті батьків у 1919 році покинув навчання, почав працювати наймитом, а потім підручним коваля. У 1921—1923 роках — плитовий, коногон на шахті № 13/18 Будьоннівського шахтоуправління в Юзівці. У 1923 році вступив до комсомолу.
З 1923 року — мастильник, слюсар, машиніст силового цеху Кам'янського металургійного заводу.
У 1927 році поступив на вечірнє відділення енергетичного факультету Кам'янського металургійного інституту. Під час навчання працював теплотехніком відділу раціоналізації, дослідником-конструктором, старшим інженером з монтажу котлів і турбін на районній електростанції. Одночасно був головою профкому інституту, викладачем-інструктором у школі фабрично-заводського навчання.
Член ВКП(б) з 1926 року.
У 1932 році закінчив Кам'янський металургійний інститут Дніпропетровської області, інженер-теплосиловик.
У 1932—1934 роках — начальник цеху, головний енергетик Ворошиловського (Алчевського) коксохімічного заводу № 19 Донецької області.
У 1934—1937 роках — начальник електроцеху, директор центральної електростанції, головний механік Чимкентського свинцевого заводу Казахської РСР.
У травні — червні 1937 року — головний інженер, у червні 1937 — 1941 року — директор Саратовського свинцевого заводу № 236 РРФСР.
У 1941—1943 роках — секретар Саратовського обласного комітету ВКП(б) з промисловості та енергетики.
У 1943—1950 роках — начальник Головного управління запасних частин Народного комісаріату (міністерства) електростанцій СРСР.
У 1950—1954 роках — заступник начальника будівництва Горьковської гідроелектростанції (ГЕС) РРФСР.
У травні 1954—1958 роках — начальник управління будівництва Кременчуцької гідроелектростанції (ГЕС) Полтавської області.
З червня по грудень 1958 року — заступник міністра електростанцій СРСР.
31 грудня 1958 — 26 вересня 1962 року — міністр будівництва електростанцій СРСР. 11 жовтня — 24 листопада 1962 року — міністр енергетики і електрифікації СРСР.
24 листопада 1962 — 20 липня 1983 року — заступник голови Ради Міністрів СРСР.
Одночасно у листопаді 1962 — січні 1963 року — голова Державної ради з будівництва Ради Міністрів СРСР. У січні — березні 1963 року — голова Державного комітету РМ СРСР у справах будівництва. У березні 1963 —  жовтні 1965 року — голова Державного комітету у справах будівництва СРСР. У жовтні 1965 — липні 1978 року — голова Державного комітету РМ СРСР у справах будівництва. У липні 1978 — липні 1983 року — голова Державного комітету СРСР у справах будівництва.
У 1975—1980 роках — голова Організаційного комітету XXII Олімпійських ігор у Москві.
З липня 1983 року — на пенсії у Москві. Похований на Кунцевському кладовищі.

## Нагороди
- Герой Соціалістичної Праці (4.11.1961)
- п'ять орденів Леніна (9.08.1958, 4.11.1961, 19.12.1966, 26.11.1971, 18.12.1976)
- орден Жовтневої Революції (30.09.1980)
- орден Трудового Червоного Прапора (29.03.1939)
- орден Червоної Зірки (1.04.1945)
- медаль «За трудову відзнаку» (2.03.1954)
- медалі
- срібний олімпійський орден